# Iákovos Tombázis
Iákovos Tombázis (en grec : Ιάκωβος Τομπάζης, vers 1782-1829), était un marin et commerçant originaire d'Hydra. Il fut un des héros de la guerre d'indépendance grecque. Il était le frère aîné d'Emmanuel Tombazis.
On[Qui ?] lui attribue, par ailleurs, l'introduction des serres en Grèce.
ll fut initié dans la Philiki Etairia en 1818. Au début de la guerre d'indépendance, les Hydriotes le nommèrent « amiral » de la flotte de l'île. Il est ainsi considéré comme le premier « amiral » de la marine grecque. Il prit conscience, à la suite des premiers affrontements entre navires grecs, à la base des navires marchands convertis, et navires de guerre ottoman que la flotte grecque était en position d'infériorité en cas de combat traditionnel. Il suggéra donc de recourir aux brûlots. La première utilisation se fit sur son ordre, lorsque Dimitris Papanikolis mit le feu à une frégate turque en baie d'Eresos au large de Lesbos. En mai 1821, il mena une expédition pour convaincre les habitants de Chios de se joindre au soulèvement. Tombazis suggéra en 1822 de nommer Andreas Miaoulis à la tête de la flotte grecque. Il prit ainsi sa « retraite », mais poursuivit le combat pour l'indépendance en fournissant ses navires et son argent.
Un destroyer grec porte son nom depuis 1976.